# Rugby a 15 nel 2005

## Attività internazionale

### IRB Rugby Aid Match
Match di beneficenza per le vittime dello tsunami dell'Oceano Indiano del 2004.															
| Londra 5 marzo 2005 | Northern Emisphere | 19 – 54 | Southern Emisphere | Twichenham |

### Match di addio di Martin Johnson
| Londra 4 giugno 2005 | Martin Johnson XV | 33 – 29 | Jonah Lomu XV | Twichenham |

### Down Under Tour
I test estivi, imperniati soprattutto sulle tournée delle squadre dell'emisfero nord nell'emisfero sud, hanno come clou il Tour dei British and Irish Lions in Nuova Zelanda
Nel 2005 si segnalano il disastroso tour dei Lions in Nuova Zelanda e la vittoria (unica per una squadra dell'emisfero nord contro una del sud) da parte dell'Italia sull'Argentina.

### Altri Test ufficiali
| 19 febbraio 2005 | Costa Rica | 60 – 0 | Panama |  |

| Hong Kong 22 febbraio 2005 | Macao | 46 – 7 | Cambogia |  |

| Port of Spain 12 marzo 2005 | Trinidad e Tobago | 47 – 25 | Martinica |  |

| 9 aprile 2005 | Messico | 23 – 6 | Costa Rica |  |

| Lubiana 1º ottobre 2005 | Slovenia | 17 – 34 | Croazia |  |

| Bruxelles 19 ottobre 2005 | Belgio | 8 – 20 | Paesi Bassi |  |

### Test non ufficiali
| Waterloo 15 gennaio 2005 | Belgio | 23 – 12 | British Army |  |

| Madrid 5 febbraio 2005 | Spagna XV | 15 – 30 | Francia Amateurs |  |

| Newbury febbraio 2005 | England Counties | 38 – 0 | Francia Amateurs |  |

| Mendoza 12 maggio 2005 | Provincias Argentinas | 24 – 12 | Argentina U21 | Malvinas Argentinas |

| Ouadadougou 28 maggio 2005 | Burkina Faso | 15 – 0 | CAR Barbarians |  |

| Suva 2 giugno 2005 | Figi | 27 – 29 | New Zealand Māori |  |

| Napier 3 giugno 2005 | New Zealand Probabiles | 34 – 37 | New Zealand Possilbles |  |

| Ouadadougou 5 giugno 2005 | Niger | 36 – 0 | CAR Barbarians |  |

| 2 luglio 2005 | Uruguay | 17 – 62 | URBA |  |

| Calgary 2 luglio 2005 | Canada | 22 – 15 | Argentina A |  |

| Johannesburg 23 luglio 2005 | South Africa Students | 30 – 15 | Africa Leopards |  |

| Bruxelles 1º ottobre 2005 | Belgio | 22 – 15 | British Army on the Rhyne |  |

| 21 ottobre 2005 | British Army on the Rhyne | 30 – 12 | Danimarca XV |  |

| Vienna 22 ottobre 2005 | Vienna XV | 52 – 3 | Grecia |  |

| 29 ottobre 2005 | Uruguay | 22 – 44 | Tucuman |  |

| Amsterdam 29 ottobre 2005 | Paesi Bassi | 0 – 43 | Galles (Distretti) |  |

| Armentieres 11 novembre 2005 | Belgio | 65 – 6 | Fiandre |  |

### Barbarians
Incontri disputati dai Barbarians nel 2005:
| Bedford 16 marzo 2005 | East Midlands | 17 – 49 | Barbarians |  |

| Leicester 18 marzo 2005 | Leicester Tigers | 42 – 19 | Barbarians |  |

| Aberdeen 24 maggio 2005 | Scozia XV | 38 – 7 | Barbarians |  |

| Londra 28 maggio 2005 | Inghilterra XV | 39 – 52 | Barbarians | Twickenham |

| Newbury 15 novembre 2005 | Combined Service | 6 – 45 | Barbarians |  |

## La Nazionale Italiana

### Sei Nazioni: La fine dell'era Kirwan
Finisce l'era di John Kirwan: se il successo sulla Scozia aveva salvato la stagione 2003-2004, i successivi risultati deludenti avevano deteriorato la fiducia nel tecnico neozelandese. Il Sei Nazioni dunque vede l'Italia perdere malamente tutte le partite conquistando Wooden Spoon e Whitewash.
Il torneo era iniziato bene: contro l'Irlanda, al Flaminio, gli azzurri reggono bene chiudendo il primo tempo sul 6-8, e sul 12-18 sfiorano il sorpasso, salvo cedere nel finale per 17-28.
Sei giorni dopo, contro il Galles, gli azzurri subiscono una severa lezione perdendo 38-8. Il Galles non è più la squadra che nel 2003 a Roma subì la prima delle cinque sconfitte. Ha battuto sette giorni prima l'Inghilterra e a fine torneo si aggiudicherà il Grande Slam.
A Murrayfield, contro la Scozia, la partita sembra già l'ultima spiaggia, l'ultima occasione per evitare il “cucchiaio di legno”. La vittoria scozzese per 18-10 segna la fine delle speranze.
La squadra si squaglia letteralmente e subisce due pesanti sconfitte a Londra con l'Inghilterra (7-37) e a Roma con la Francia (13-56).
I pessimi risultati portano al licenziamento di Kirwan e all'assunzione di Pierre Berbizier.

### Arriva Pierre Berbizier
- Tour in Argentina ed Australia: La nazionale viene dunque affidata a Pierre Berbizier che guida gli azzurri nel tour in Argentina e Australia.

Il tour vede una prestigiosa vittoria degli azzurri nel secondo match contro l'Argentina. Storica per molti motivi: unica vittoria nei tour di giugno di una squadra europea contro una delle quattro squadre più forti dell'emisfero sud, prima vittoria dell'Italia contro l'Argentina in trasferta, prima vittoria in trasferta contro una squadra meglio classificata nel ranking mondiale dell'IRB, primo successo in trasferta contro una nazione tra le prime dieci al mondo dal 1997 (vittoria a Grenoble con la Francia), ritorno ad un successo di prestigio dal successo di Roma con la Scozia nel 2004 e contro una squadra che tre settimane prima aveva costretto al pareggio i Lions Britannici a Cardiff.
Eroe di giornata è Ramiro Pez, che fuori dal giro della nazionale da due anni, trovandosi a Cordoba presso la famiglia viene convocato in tutta fretta per sostituire Andrea Scanavacca indisponibile per un malanno improvviso.
Nel primo match gli azzurri incontrano una selezione argentina (in pratica la squadra "A") e vincono agevolmente per 32-14.
Segue il primo dei primi due test ufficiali, in cui gli azzurri subiscono una onorevole sconfitta, ben diversa dalle precedenti (21-35).
È però il secondo match quello più atteso, anche per il rientro di quattro dei cinque giocatori argentini e di Mauro Bergamasco, indisponibili per il primo match a causa degli impegni nel campionato francese. Pez viene schierato all'apertura al posto di Orquera. È un match tiratissimo che si chiude per 30-29 con gli azzurri in 14 negli ultimi 13 minuti a causa dell'espulsione di Marco Bortolami.
La squadra soddisfatta si reca dunque in Australia, dove subisce una sconfitta pesantissima (21-69) palesando gravi difficoltà nei placcaggi, oltre alla stanchezza di una lunga stagione e dei match precedenti.
- Autumn International: facile vittoria contro Tonga (48-0)[13], seguita da una sconfitta con l'Argentina (22-39) in una partita più equilibrata di quanto dica il punteggio (gli azzurri pagano 5 minuti di distrazione a metà secondo tempo[14][15]) e facile vittoria contro le Figi (23-8), frenate più dalla neve e dalle assenze che dal gioco degli azzurri[16].

## Tornei internazionali
|  | Super 12           | Crusaders        |
|  | Heineken Cup       | Stade Toulousain |
|  | European Challenge | Sale Sharks      |
|  | European Shield    | FC Auch          |
|  | Celtic League      | Ospreys          |

## Tornei nazionali
- Africa:

| Sudafrica | Currie Cup  | Free State Cheetahs |
|           | Vodacom Cup | Leopards            |

- Americhe:

| Argentina   | Nacional de Clubes    | Hindù Club        |
|             | Interprovinciale      | Tucuman           |
|             | Camp. di Buenos Aires | San Isidro        |
| Brasile     | Campionato            | Desterro (SC)     |
| Canada      | Super League          | Newfoundland Rock |
| Stati Uniti | Superleague           | NYAC              |

- Asia:

| Giappone | Top League | Tohisba Brave lupus |
|          | Coppa      | Toshiba Brave       |

- Europa:

| Irlanda     | All Ireland league      | Shannon          |
| Galles      | Campionato              | Neath RFC        |
|             | WRU Challenge Cup       | Llanelli RFC     |
| Inghilterra | Coppa                   | Leeds Tykes      |
|             | Campionato delle Contee | Devon            |
|             | Campionato              | London Wasps     |
| Francia     | Camopionato             | Biarritz         |
| Italia      | Coppa                   | Benetton Treviso |
|             | Campionato              | Calvisano        |
| Scozia      | Campionato              | Glasgow Hawks    |
| Belgio      | Coppa                   | Castricum        |
|             | Elite League            | Boitsford        |
| Georgia     | Campionato              | Lelo             |
| Portogallo  | Campionato              |                  |
|             | Coppa                   |                  |
| Romania     | Campionato              | Steaua Bucarest  |
| Russia      | Campionato              | Yenisey-STM      |
| Spagna      | Coppa                   | El Salvador      |
|             | Campionato              | El Salvador      |
| Finlandia   | Campionato              | Jyväskylä RC     |

- Oceania:

| Nuovo Galles del Sud | Shute Shield                     | Warringah         |
|                      | Tooheys New Cup                  | Sydney University |
| Queensland           | Premier Rugby                    | Sunnybank         |
| Australia            | Shield                           | Perth Gold        |
|                      | Interstate                       |                   |
| Figi                 | Colonial Cup                     | Suva Highlanders  |
| Nuova Zelanda        | National Provincial Championship | Auckland          |